# Team Nino
Team Nino (Nieuwkoop – Noorden) is een schaatsploeg van de schaatstrainingsgroep NINO, opgericht op 15 oktober 1969. Binnen die vereniging is er de laatste jaren een selectie gemaakt van rijders die op nationaal niveau willen presteren. Ploegleiders zijn Flip van den Hoek en Milan Kocken.
Trainingen vinden meestal plaats op De Vechtsebanen in Utrecht.

## Schaatsploeg 2009-2010
| Rijder                   | Specialisatie | Rijder            | Specialisatie  |
| ------------------------ | ------------- | ----------------- | -------------- |
| Ronald van Slooten       | 500 & 1000m   | Sietse Spaargaren | 500m           |
| Joep Pennartz            | 1500m         | Tim Balvers       | 500 & 1000m    |
| Kevin Regelink           | Allround      | Rens Boekhoff     | 500 & 1000m    |
| Lenaert-Pieter Rademaker | 1500m         | Cerise Tersteeg   | 5000 & 10.000m |